# Neillia affinis
Neillia affinis är en rosväxtart som beskrevs av William Botting Hemsley. Neillia affinis ingår i släktet klockspireor, och familjen rosväxter.

## Underarter
Arten delas in i följande underarter:
- N. a. pauciflora
- N. a. polygyna

## Bildgalleri

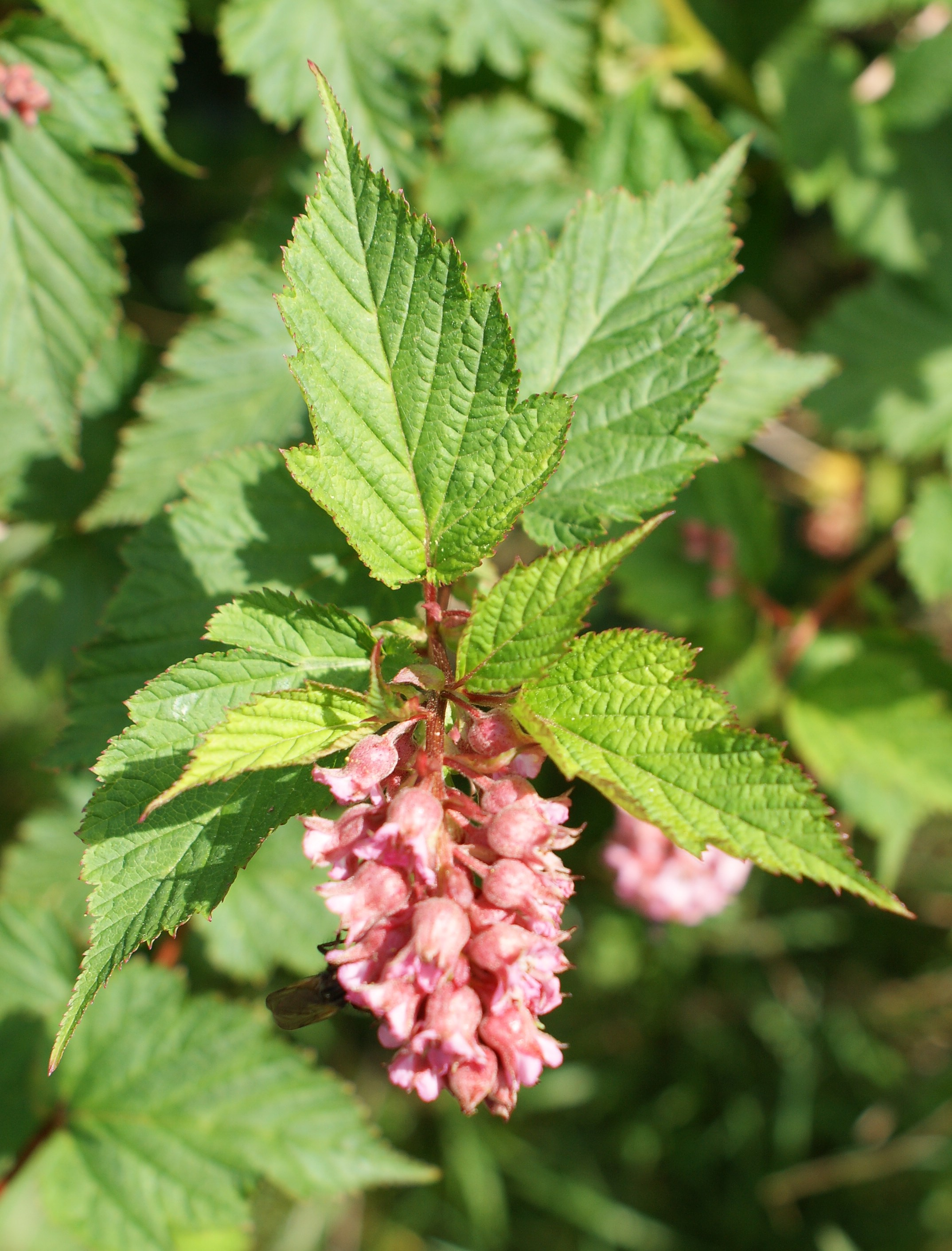